# Ісландія
Ісла́ндія (ісл. Ísland [ˈistlant] ( прослухати); за правописом 1928 року — Ісля́ндія) — нордична острівна держава в Європі, розташована у північній частині Атлантичного океану на Серединно-Атлантичному хребті, з населенням близько 364 000 і площею 103 тис. км². Столиця і найбільше місто — Рейк'явік, де, разом із прилеглими районами у південно-західному регіоні країни, проживає близько двох третин населення країни. Ісландія є вулканічно і геологічно активною територією. Її поверхня в основному складається з плато, покритих піщаними полями, горами та льодовиками, хоча багато льодовикових річок течуть до моря через низовини. Ісландія, зігріта Гольфстримом, має помірний клімат, попри високі широти і безпосередню близькість до Полярного кола.
Згідно з Книгою про заселення Ісландії, заселення острова почалося 874 року, коли норвезький ватажок Інгольф Арнарсон став першим постійним норвезьким поселенцем на острові. Інші відвідували острів раніше і мешкали на ньому впродовж зими. У наступні століття острів заселяли люди норвезького та ґельського походження. З 1262 по 1918 рр. він був частиною норвезької, а згодом данської монархії. До XX століття ісландці займалися переважно рибальством та землеробством. 1994 року країна приєдналася до Європейської економічної зони, що дає їй змогу відійти від рибальства й диверсифікувати спектр економічних та фінансових послуг, які вона надає.
Ісландія є країною з вільною ринковою економікою і з відносно низькими податками щодо інших країн OECD, при збереженні північної моделі з універсальними системами охорони здоров'я та освіти для своїх громадян. В останні роки Ісландія була однією з найбагатших та найрозвиненіших країн світу. 2010 року вона посіла 17-те місце у світі за показниками розвитку, згідно з Індексом розвитку людського потенціалу, та була четвертою країною світу за продуктивністю на душу населення. 2008 року банківська система країни систематично зазнавала провалів, спричиняючи економічний спад та політичну нестабільність.
Ісландія є технологічно розвиненою країною. Згідно з Freedom of the Press, в Ісландії медіа є найбільш вільними у світі. Ісландська культура базується на основі давньонорвезької спадщини. Більшість ісландців є вихідцями з Норвегії (зокрема із Західної Норвегії) та нащадками ґельських поселенців. Ісландська, північногерманська мова, є близькою до фарерської та до деяких західнонорвезьких діалектів. Національна культурна спадщина охоплює національну кухню, поезію та середньовічні ісландські саги. Нині Ісландія є країною з найменшим населенням з-поміж членів НАТО та єдиним учасником блоку без постійної армії. Населення країни приблизно дорівнює населенню українського міста Вінниця.

## Історія

### Заселення та Ісландська вільна держава (874—1262)

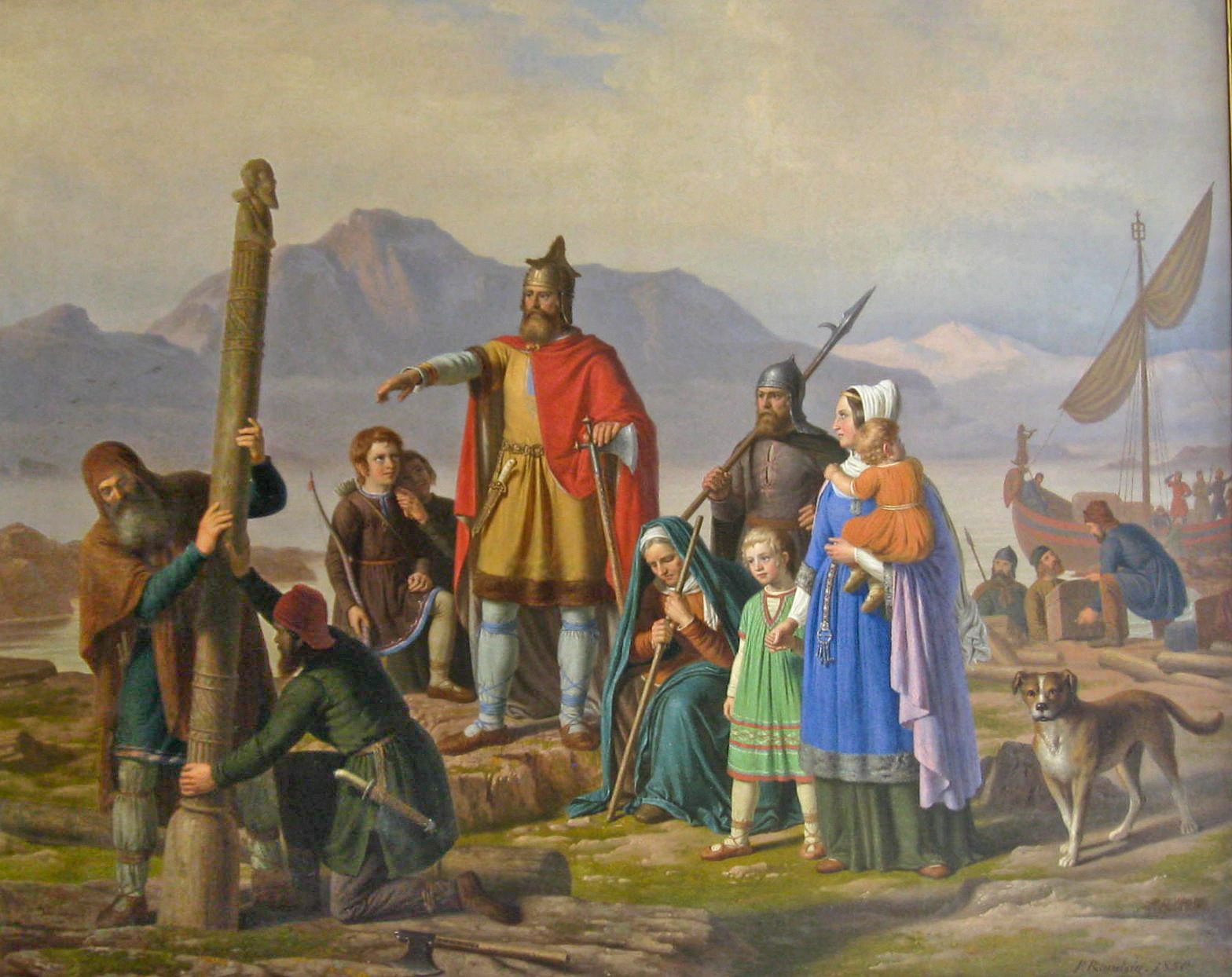
Інгольф Арнарсон, перший поселенець в Ісландії

Згідно з однією теорією, першими людьми, що відвідали Ісландію були учасники іроскотської місії, відомі як папар, які прийшли у 8-му столітті. Втім немає археологічних підтверджень цієї теорії. Припускають, що монахи покинули острів з приходом вікінгів, що систематично оселялися тут в період з 870 по 930 рр.
Першим відомим постійним мешканцем острова був Інгольф Арнарсон, який збудував свою садибу на місці сучасного Рейк'явіка 874 року. За Інгольфом на острові оселилося багато інших емігрантів, переважно норвежців та їхніх ірландських рабів. 930 року було засновано Альтинг, законодавчий та судовий орган, — політичний центр Ісландської Вільної держави. Християнство було прийнято бл. 1000 р. Держава припинила існування 1262 року, коли роздроблена політична система була не в змозі впоратися зі збільшенням впливу окремих ісландських вождів.

### Середньовіччя та початок нового часу (1262—1814)

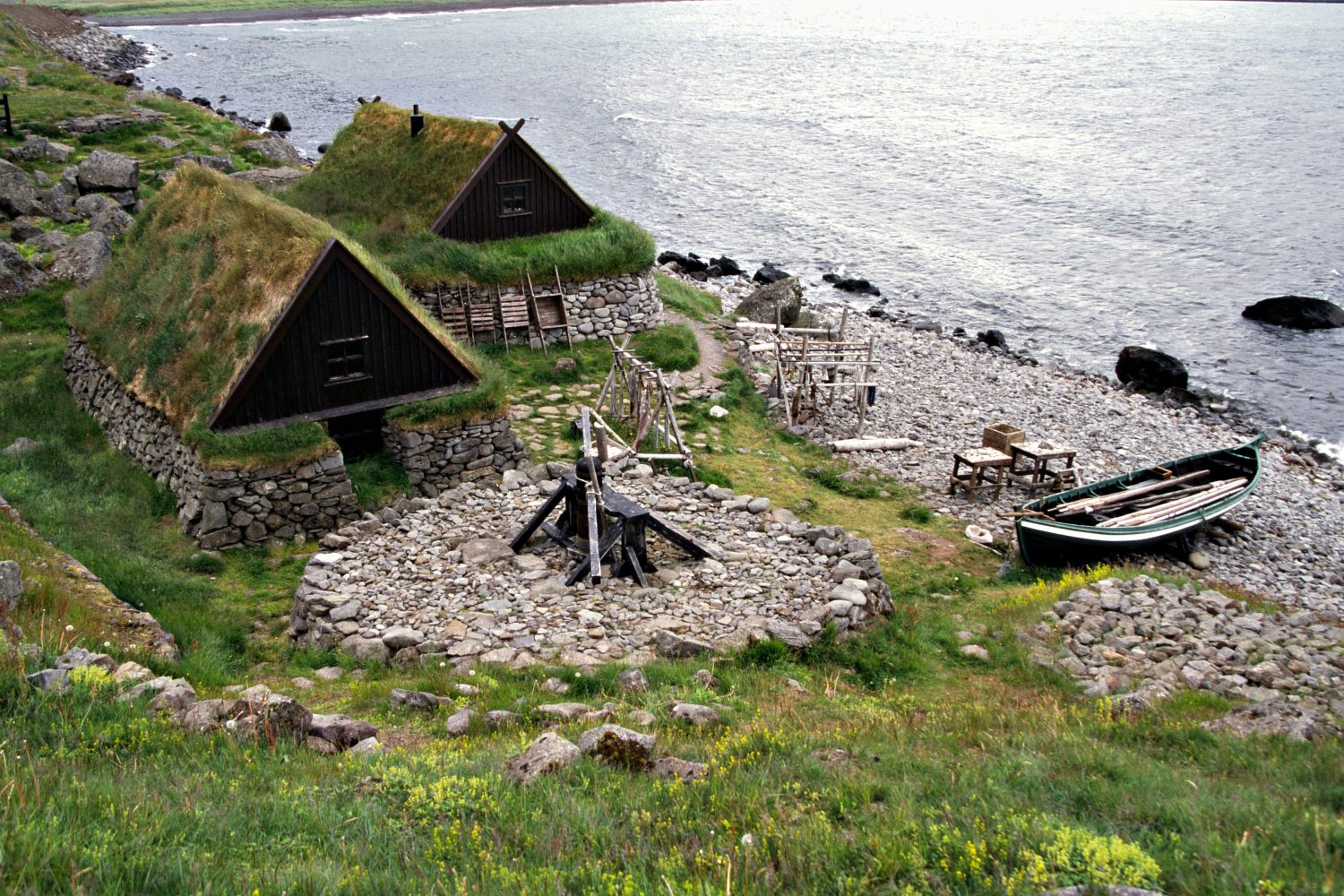
Освер, копія давньої риболовецької застави неподалік Болунґарвіка

Внутрішні міжусобиці в період Епохи Стурлунґів призвели до укладення Старої угоди 1262 року, за якою Ісландія визнала підпорядкування норвезькій короні. 1380 року володіння країною перейшло до Данії та Норвегії, коли королівства Норвегії, Данії та Швеції об'єдналися в Кальмарську унію. В наступні століття Ісландія стала однією з найбідніших країн Європи. Родючі землі, вулканічна активність та суворий клімат зробили землеробство єдиним способом для існування суспільства. Чорна смерть прийшла в Ісландію у 1402–04 та 1494–95 роках. Першого разу від неї загинуло від 50 % до 60 % населення, а другого — від 30 % до 50 %.
Близько середини XVI ст. король Крістіан III Данський почав впроваджувати лютеранство на всіх підвладних йому територіях. Останнього католицького єпископа Ісландії Йона Арасона було страчено 1550 року разом із двома його синами. Згодом країна стала повністю лютеранською, й відтоді лютеранство залишається релігією більшості ісландців. У XVII та XVIII століттях Данія ввела обмеження на торгівлю в Ісландії через часті напади на її береги піратів із різних країн. Велика епідемія натуральної віспи у XVIII столітті забрала життя близько третини населення острова. 1783 року почалося виверження вулкана Лакі з руйнівним наслідками. Роки після виверження відомі як Туман труднощів (Móðuharðindin): загинула половина поголів'я худоби, що спричинило голод та загибель чверті населення острова.

### Рух за незалежність (1814—1918)
1814 року після закінчення наполеонівських воєн Данія-Норвегія розпалися на два окремі королівства згідно з Кільським договором. Ісландія відійшла в підпорядкування Данії. Протягом XIX століття клімат країни продовжував погіршуватися, що спричинило масову еміграцію населення в Північну Америку, зокрема в Манітобу (Канада). Країну покинуло бл. 15 тис. з 70 тис. усього населення. Нову національну свідомість було відроджено завдяки романтичним та націоналістичним ідеям із континентальної Європи, рух за незалежність очолив Йоун Сігюрдссон. 1874 року Данія дала Ісландії конституцію та обмежене самоврядування, яке було розширено 1904 року.

### Королівство Ісландія (1918—1944)
Акт про Унію, укладений з Данією 1 грудня 1918 року, мав діяти 25 років. Згідно з ним, Ісландію було визнано цілком суверенною державою, пов'язаною персональною унією з королем Данії. Уряд Ісландії взяв під контроль зовнішні справи та відправив посольство в Копенгаген. Тим не менше, Ісландія попросила Данію займатися її зовнішніми справами з іншими країнами (тобто окрім Данії). В той час посольства Данії по всьому світу виставили два прапори та два герби: Королівства Данії та Королівства Ісландії.
Під час другої світової війни Ісландія, як і Данія, зайняла нейтральну позицію. Після того, як 9 квітня 1940 року Німеччина окупувала Данію, Альтинг ухвалив рішення, за яким уряд країни перейняв повноваження короля Данії щодо Ісландії. Через місяць британські війська окупували Ісландію, порушивши нейтралітет країни. 1941 року окупацію перейняли США, оскільки Британія потребувала війська в інших регіонах.
31 грудня 1943 року 25-річна дія Акту про Унію добігла кінця. 20 травня 1944 року почався чотириденний референдум щодо незалежності Ісландії, за підсумками якого унію з Данією було скасовано (бл. 97 % голосів «за»), а Ісландію проголошено республікою (95 % голосів «за»). Формально Ісландію було проголошено республікою 17 червня 1944 року, на чолі зі Свейтном Б'єрнссоном, першим президентом країни.

### Республіка Ісландія (з 1944 року)
1946 року війська союзників залишили Ісландію, яка формально стала членом НАТО 1949 року на тлі внутрішніх суперечок та протестів. 5 травня 1951 року було підписано оборонну угоду зі США. Американські солдати повернулися в Ісландію як Ісландські сили оборони і залишалися на території країни впродовж холодної війни, остаточно залишивши її 30 вересня 2006 року.
Одразу по закінченню війни почалося економічне зростання, супроводжуване індустріалізацією риболовецької промисловості та планом Маршалла. 1970-ті відзначились трісковою війною — суперечками з Великою Британією щодо обмеження вилову риби іноземними кораблями в ісландських водах. Економіка країни значно диверсифікувалась та лібералізувалась після вступу Ісландії до Європейської економічної зони 1994 року Впродовж 2003—2007 рр. Ісландія перетворилася з країни, відомої своєю риболовецькою промисловістю, на країну, що надає складні фінансові послуги. Утім, фінансова криза 2008 року відчутно вдарила по країні 2009 року.
26 червня 2021 року Ісландія перша в Європі зняла всі коронавірусні обмеження. На цей час 87 % населення було вакциновано, в країні перехворіло 6 637 осіб, померло 30.

## Географія

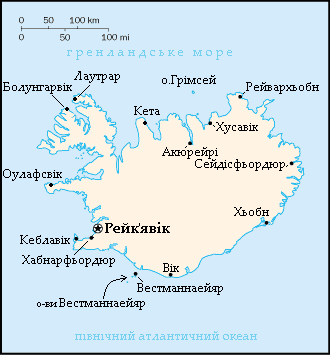
Міста Ісландії

Фізична карта Ісландії

Ісландія розташована у Північній частині Атлантичного океану, загалом південніше від Полярного кола, яке проходить через невеликий острів Ґрімсей неподалік від північного узбережжя Ісландії. Країна лежить між 63° і 67° пн. ш. та 25° і 13° зх. д.
Хоча Ісландія є ближчою до Гренландії, аніж до континентальної Європи, її відносять саме до Європи з культурних причин. Геологічно острів є частиною обох континентальних плит — Північноамериканської та Євразійської. Найближчими частинами суші є Ґренландія (287 км) та Фарерські острови (420 км). Найменша відстань до континентальної Європи становить 970 км (до Норвегії).
Ісландія є 18-им за площею островом у світі й другим у Європі (після Великої Британії). Площа острова становить 101 826 км², а площа всієї країни — 103 000 км², з яких 62,7 % займає тундра. До складу Ісландії входять 30 малих островів, включно з малозаселеними островом Ґрімсей та архіпелагом Вестманнових островів. Озера та льодовики займають 14,3 % території; лише 23 % території вкриті рослинністю. Найбільшими озерами є Торісватн (водосховище, 83—88 км²) та Тінґватляватн (82 км²); іншими важливими озерами є Леґурінн та Міватн. Єкюльсарлон є найглибшим озером на острові (248 м глибини).
Геологічно Ісландія є частиною Серединно-Атлантичного хребта. Крім того, ця частина хребта лежить на вершині плюму. Ісландія позначає межу між Євразійською та Північноамериканською тектонічними плитами, оскільки вона утворилася внаслідок рифтогенезу вздовж Серединно-Атлантичного хребта, де обидві плити зіткнулися.
Узбережжя Ісландії, що загалом має довжину 4970 км, позначено багатьма фіордами, в яких розташовано більшість поселень країни. Внутрішня частина Ісландії, Ісландське плато, є холодним і непридатним для життя поєднанням піску та гір. Найбільшим містом є столиця Рейк'явік разом із найближчими містечками Копавоґур, Гапнарфіордюр, Ґардабаїр та Рейк'янесбаїр (де розташовано міжнародний аеропорт Кеплавік), а також Акурейрі у північній Ісландії. На острові Ґрімсей розташоване найбільш північне поселення країни. В Ісландії є три національні парки: Ватнайокутль, Снайфетльсйокутль та Тінґветлір

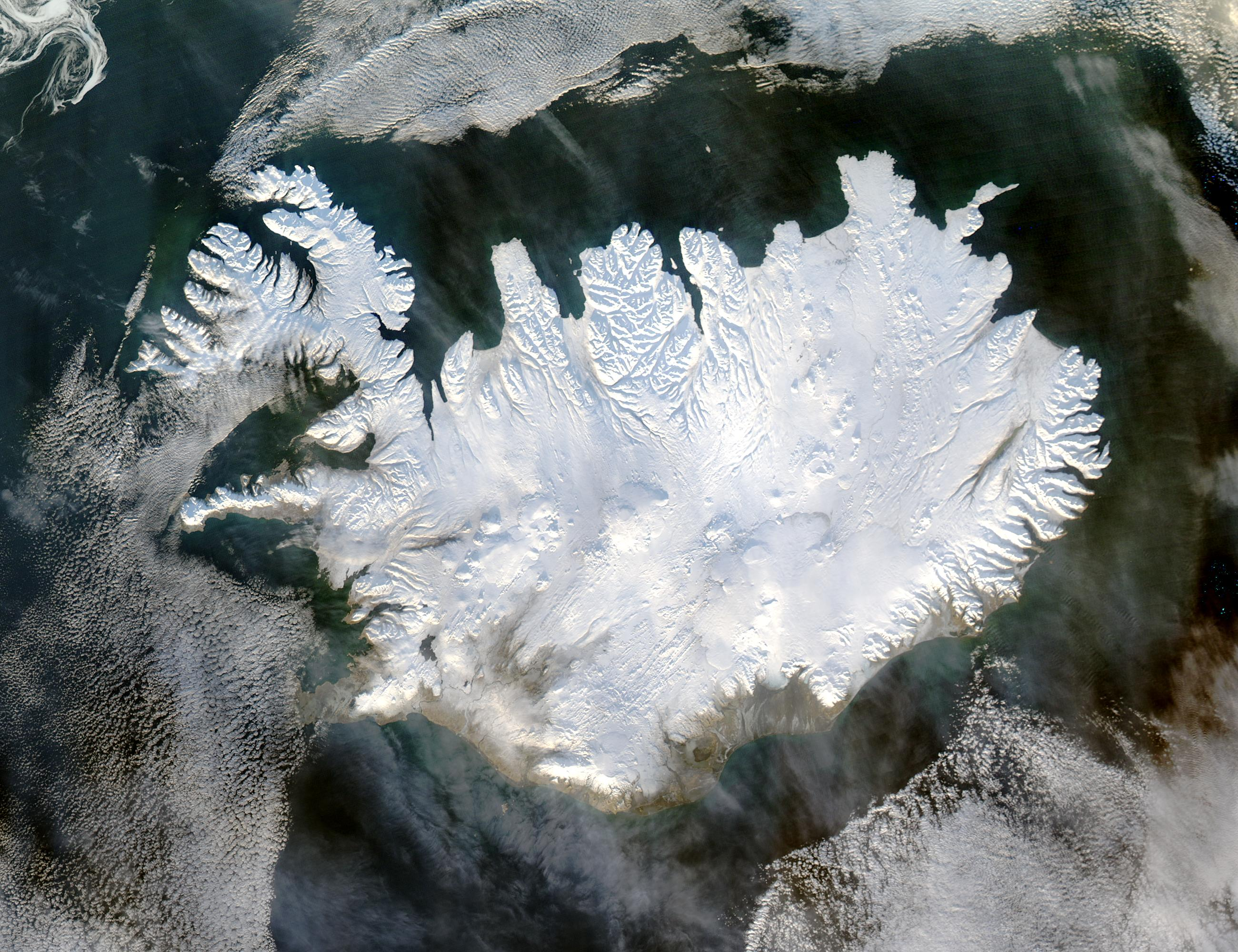
Вигляд Ісландії з космосу, 29 січня 2004
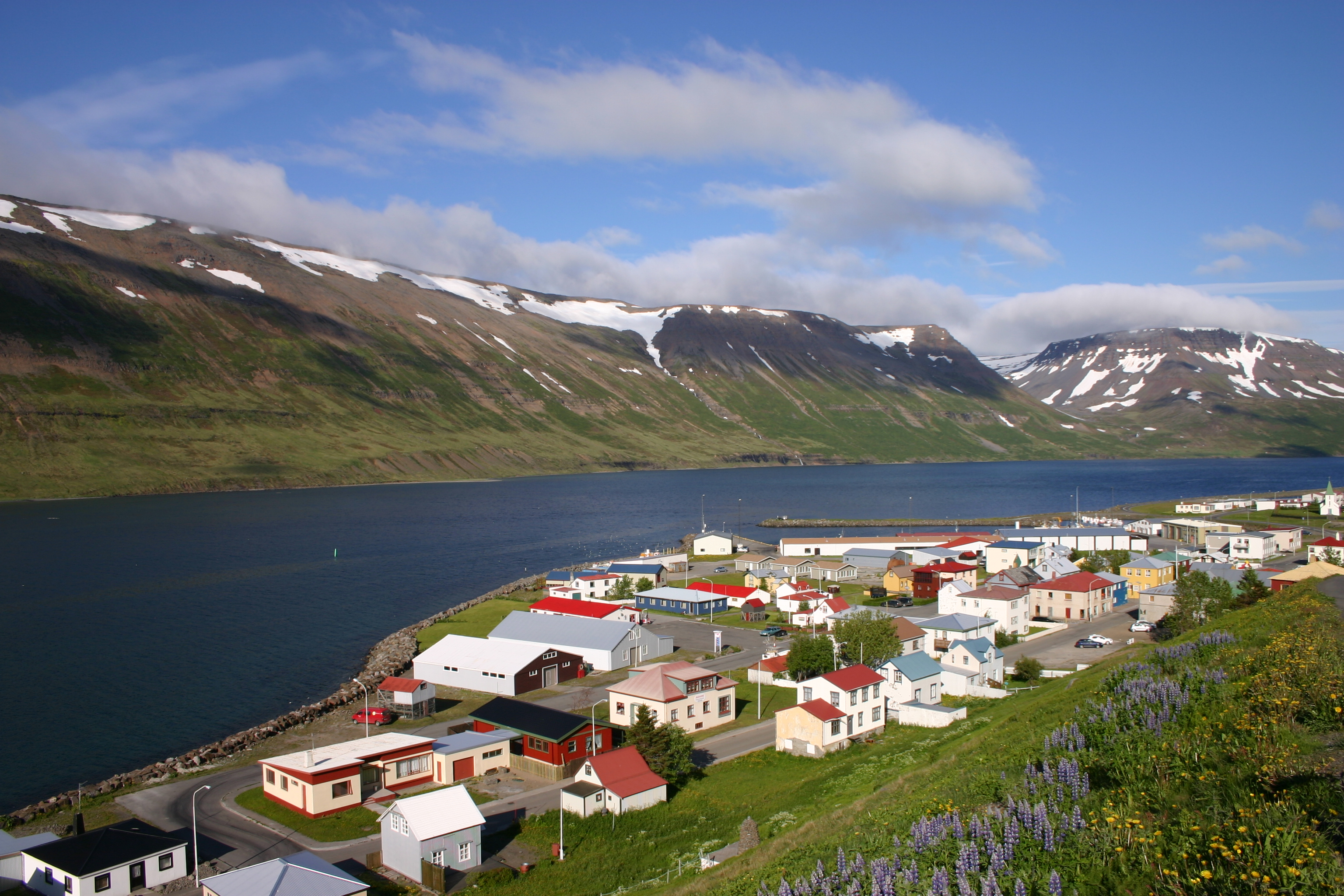
Судурейрі
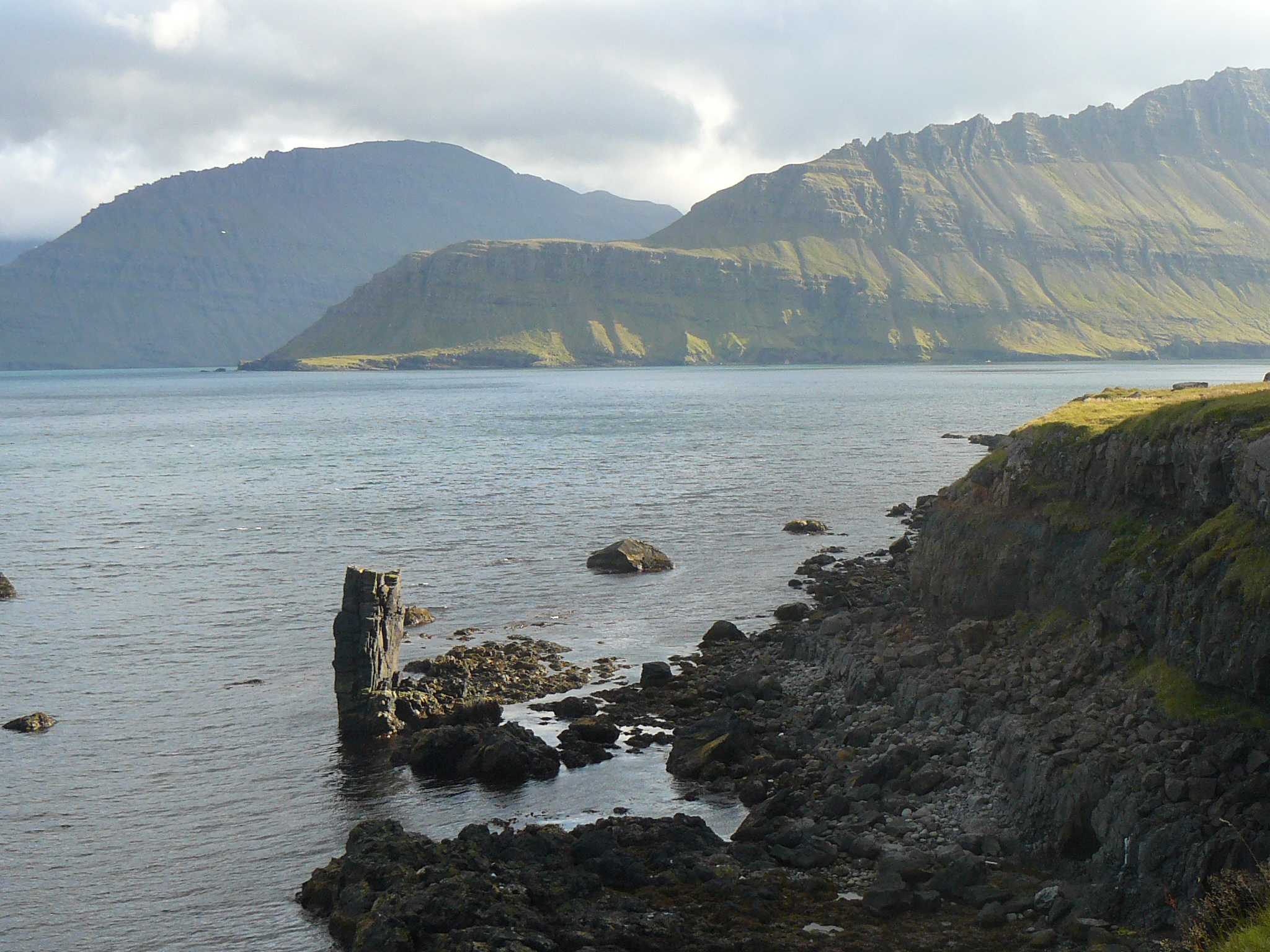
Фіорд Нескаупстадур
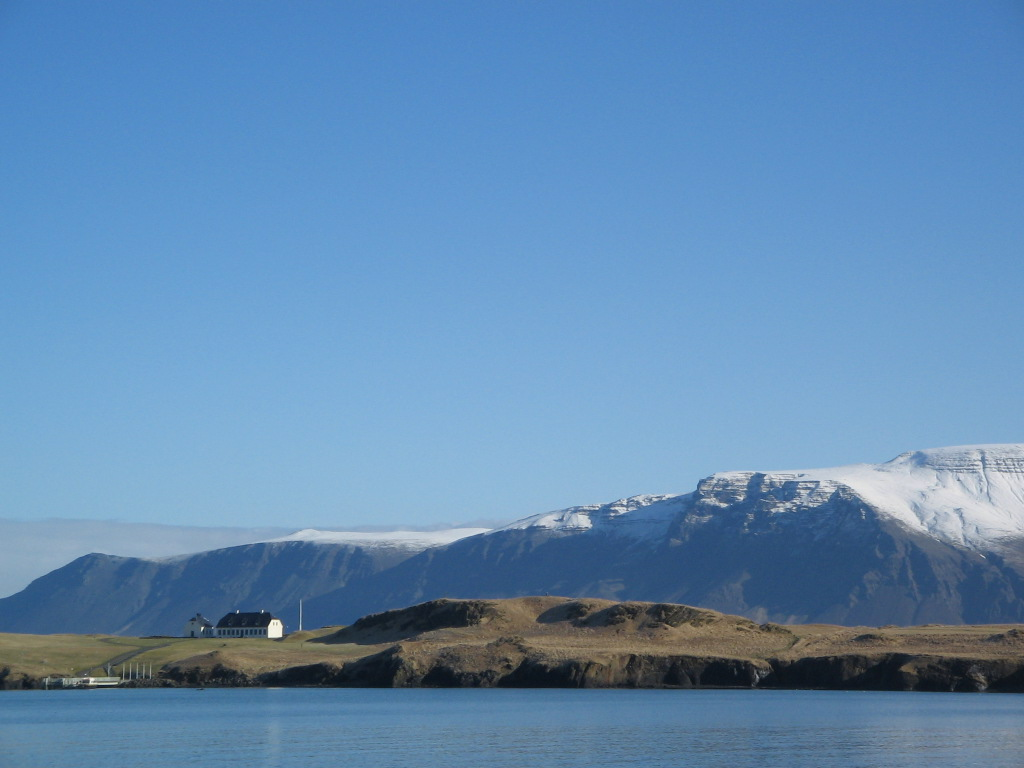
Відей на тлі Еші
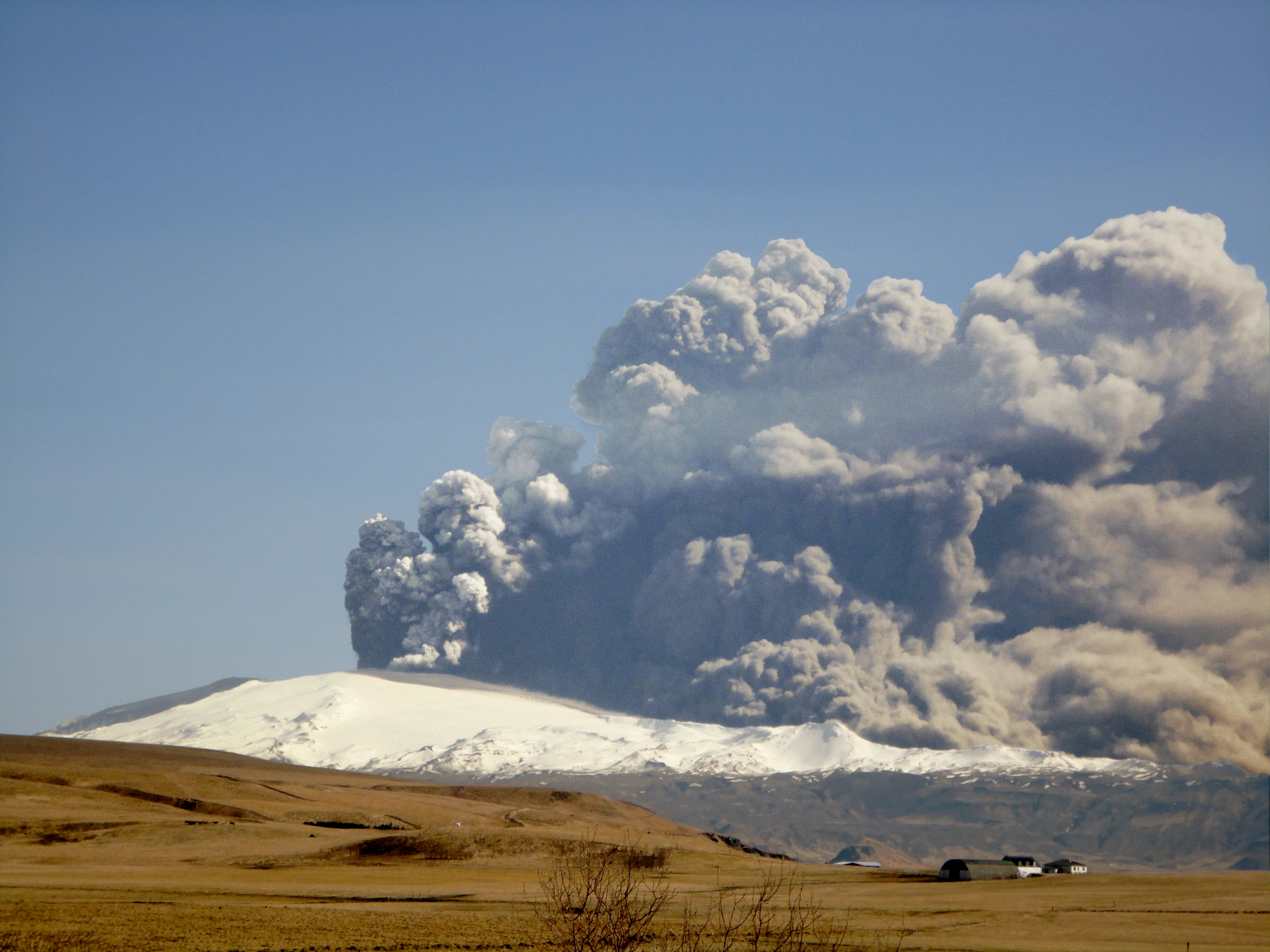
Виверження вулкана Еяф'ятлайокютль 2010 року
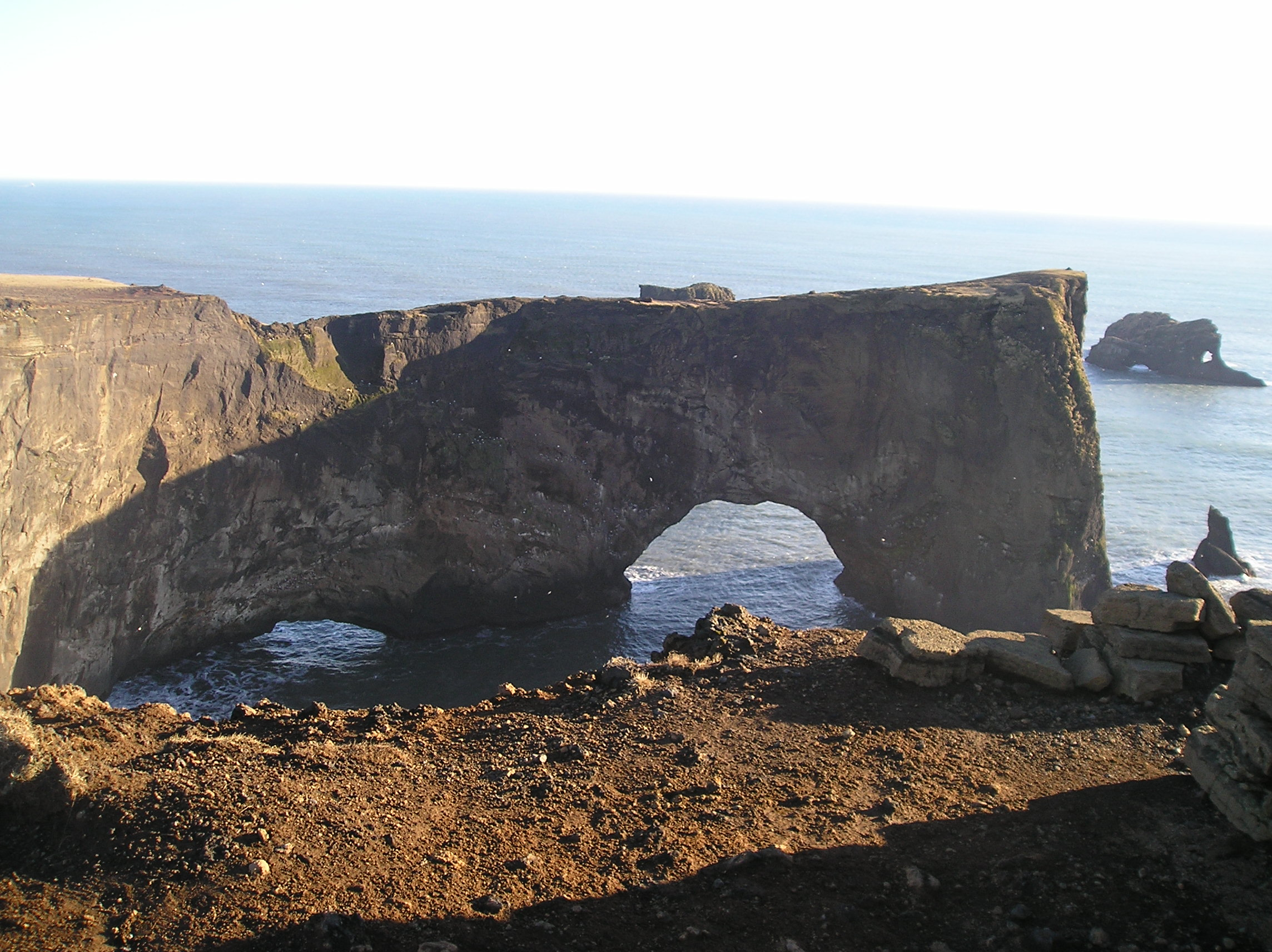
Скелі півострова Дирголей на південному узбережжі Ісландії

### Геологія

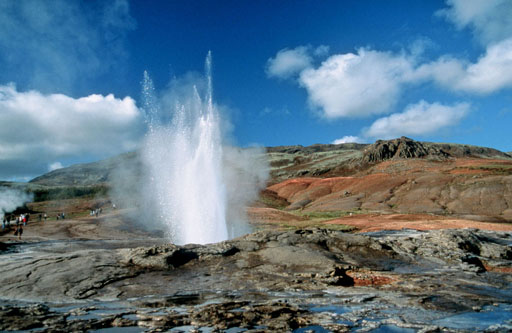
Виверження Ґейсіра у Хейкадалюрі, першого відомого гейзера

Ісландія є геологічно молодою країною, вона розташована як на Ісландській гарячій точці, так і на Серединно-Атлантичному хребті, який проходить повз гарячу точку. Це положення означає, що Ісландія є геологічно високоактивною з великою кількістю вулканів, таких як Гекла, Елдґ'я, Гердубрейд та Ельдфетль. Вулканічні виверження на території Ісландії трапляються приблизно один раз на п'ять років. Виверження вулкана Лакі у 1783—1784 роках спричинило голод, через який загинуло близько чверті населення острова; виверження спричинило хмари пилу та імли, що поширилася на більшу частину Європи, частини Азії та Африки впродовж кількох місяців після виверження.

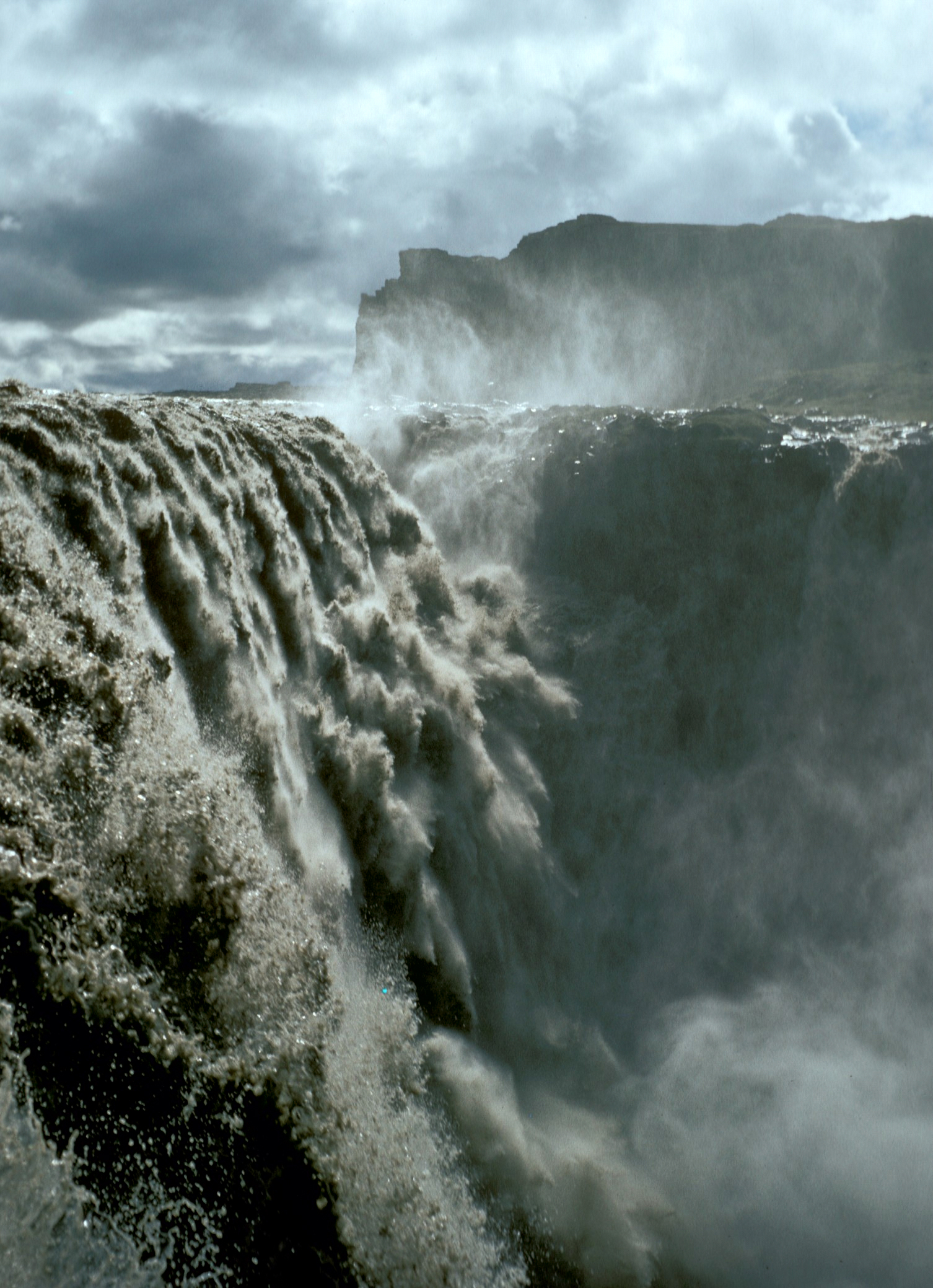
Деттіфосс, розташований у північно-східній Ісландії, є найбільшим водоспадом Європи за об'ємом води: щосекунди з нього спадає 200 м³ води.

Також в Ісландії є багато гейзерів, зокрема Ґейсір, від назви якого в українській та багатьох інших мовах з'явилося саме слово «гейзер». Також відомим є Строккур, який виштовхує воду кожні 5-10 хвилин. Після фази неактивності Ґейсір знову почав виверження після серії землетрусів 2000 року.
Завдяки доступності геотермальної енергії та використання багатьох річок і водоспадів для гідроелектроенергії, більшість мешканців мають недорогу гарячу воду та домашнє опалення. Сам острів складається з базальту, низькокремнеземової лави, пов'язаної з лавовими виверженнями, як це є також на Гаваях. В Ісландії є різні типи вулканів, багато з них продукують ріоліт та андезит.
Суртсей, один із наймолодших островів у світі, є частиною Ісландії. Названий на честь Сурта, він виник над поверхнею океану внаслідок серії вулканічних вивержень між 8 листопада 1963 та 5 червня 1968. Острів мають право відвідувати лише науковці.
21 березня 2010 почалося перше з часу 1821 року виверження вулкана Еяф'ятлайокутль, що змусило 600 людей покинути свої домівки. Через наступні виверження 14 квітня сотні людей було евакуйовано. Хмара вулканічного попелу накрила значну частину Європи, через що на якийсь час було обмежено або зупинено авіасполучення в усіх країнах континенту (за винятком Португалії та Греції).

### Клімат

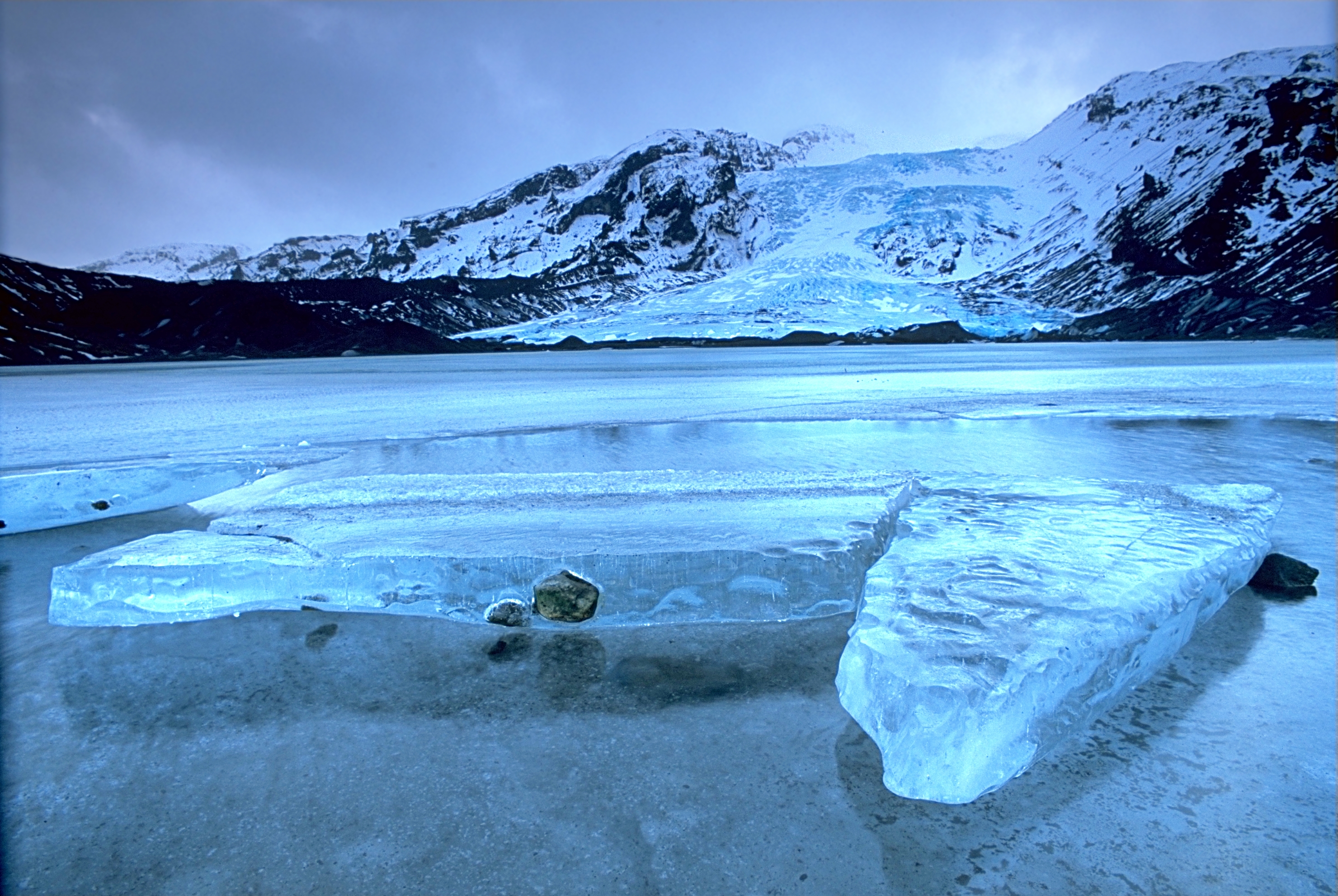
Еяф'ятлайокутль, один із найменших льодовиків Ісландії

Клімат на узбережжі Ісландії є субполярним морським. Тепла Північноатлантична течія піднімає річні температури у порівнянні з більшістю інших місць цієї широти. До місць із подібним кліматом належать Алеутські острови, Аляска та Вогняна Земля, хоча ці регіони розташовані ближче до екватора. Попри близькість до Арктики, узбережжя Ісландії залишається вільним від криги взимку. Наступи льоду є рідкісними, останній такий випадок трапився 1969 року на північному узбережжі.
Існує різниця між кліматичними особливостями різних частин острова. Загалом, південне узбережжя є теплішим, вологішим та більш вітряним, ніж північне. Центральне плато є найхолоднішою частиною країни. Низинні внутрішні райони на півночі є найсухішими. Снігопади більше притаманні північній частині, ніж південній.
Найвища температура повітря — +30,5 °C (22 червня 1939 року) в Тейґаргорні на південно-східному узбережжі. Найнижчою була температура −38 °C (22 січня 1918) у Ґрімсстадірі та Модрудалурі в північно-східній внутрішній частині. Температурними рекордами Рейк'явіка є +26,2 °C (30 липня 2008) та −24,5 °C (21 січня 1918).
| Клімат Рейк'явіка (1961–1990)            | Клімат Рейк'явіка (1961–1990) | Клімат Рейк'явіка (1961–1990) | Клімат Рейк'явіка (1961–1990) | Клімат Рейк'явіка (1961–1990) | Клімат Рейк'явіка (1961–1990) | Клімат Рейк'явіка (1961–1990) | Клімат Рейк'явіка (1961–1990) | Клімат Рейк'явіка (1961–1990) | Клімат Рейк'явіка (1961–1990) | Клімат Рейк'явіка (1961–1990) | Клімат Рейк'явіка (1961–1990) | Клімат Рейк'явіка (1961–1990) | Клімат Рейк'явіка (1961–1990) |
| Показник                                 | Січ.                          | Лют.                          | Бер.                          | Квіт.                         | Трав.                         | Черв.                         | Лип.                          | Серп.                         | Вер.                          | Жовт.                         | Лист.                         | Груд.                         | Рік                           |
| Середній максимум, °C                    | 1,9                           | 2,8                           | 3,2                           | 5,7                           | 9,4                           | 11,7                          | 13,3                          | 13,0                          | 10,1                          | 6,8                           | 3,4                           | 2,2                           | 7,0                           |
| Середній мінімум, °C                     | −3                            | −2,1                          | −2                            | 0,4                           | 3,6                           | 6,7                           | 8,3                           | 7,9                           | 5,0                           | 2,2                           | −1,3                          | −2,8                          | 1,9                           |
| ---------------------------------------- | ----------------------------- | ----------------------------- | ----------------------------- | ----------------------------- | ----------------------------- | ----------------------------- | ----------------------------- | ----------------------------- | ----------------------------- | ----------------------------- | ----------------------------- | ----------------------------- | ----------------------------- |
| Джерело: Icelandic Meteorological Office |                               |                               |                               |                               |                               |                               |                               |                               |                               |                               |                               |                               |                               |

| Клімат Акурейрі (1961–1990)              | Клімат Акурейрі (1961–1990) | Клімат Акурейрі (1961–1990) | Клімат Акурейрі (1961–1990) | Клімат Акурейрі (1961–1990) | Клімат Акурейрі (1961–1990) | Клімат Акурейрі (1961–1990) | Клімат Акурейрі (1961–1990) | Клімат Акурейрі (1961–1990) | Клімат Акурейрі (1961–1990) | Клімат Акурейрі (1961–1990) | Клімат Акурейрі (1961–1990) | Клімат Акурейрі (1961–1990) | Клімат Акурейрі (1961–1990) |
| Показник                                 | Січ.                        | Лют.                        | Бер.                        | Квіт.                       | Трав.                       | Черв.                       | Лип.                        | Серп.                       | Вер.                        | Жовт.                       | Лист.                       | Груд.                       | Рік                         |
| Середній максимум, °C                    | 0,9                         | 1,7                         | 2,1                         | 5,4                         | 9,5                         | 13,2                        | 14,5                        | 13,9                        | 9,9                         | 5,9                         | 2,6                         | 1,3                         | 6,7                         |
| Середній мінімум, °C                     | −5,5                        | −4,7                        | −4,2                        | −1,5                        | 2,3                         | 6,0                         | 7,5                         | 7,1                         | 3,5                         | 0,4                         | −3,5                        | −5,1                        | 0,2                         |
| ---------------------------------------- | --------------------------- | --------------------------- | --------------------------- | --------------------------- | --------------------------- | --------------------------- | --------------------------- | --------------------------- | --------------------------- | --------------------------- | --------------------------- | --------------------------- | --------------------------- |
| Джерело: Icelandic Meteorological Office |                             |                             |                             |                             |                             |                             |                             |                             |                             |                             |                             |                             |                             |

### Флора та фауна
Див. також: Список ссавців Ісландії, Список судинних рослин Ісландії

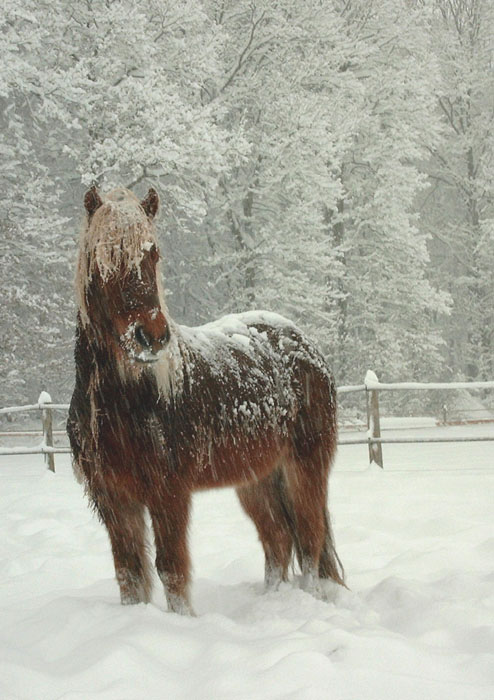
Ісландський кінь

В Ісландії відомо 1 300 видів комах, що є значно менше, ніж у інших країнах. Коли на острів прибули перші поселенці, з тварин його населяв лише песець, який прийшов на острів у кінці льодовикового періоду, перейшовши замерзлим морем. У рідкісних випадках на острові спостерігали кажанів, занесених на острів вітрами, проте вони не спроможні розмножуватися тут. Білі ведмеді також траплялися на острові, проте стабільної їхньої популяції тут немає. На острові також немає незавезених рептилій та амфібій.

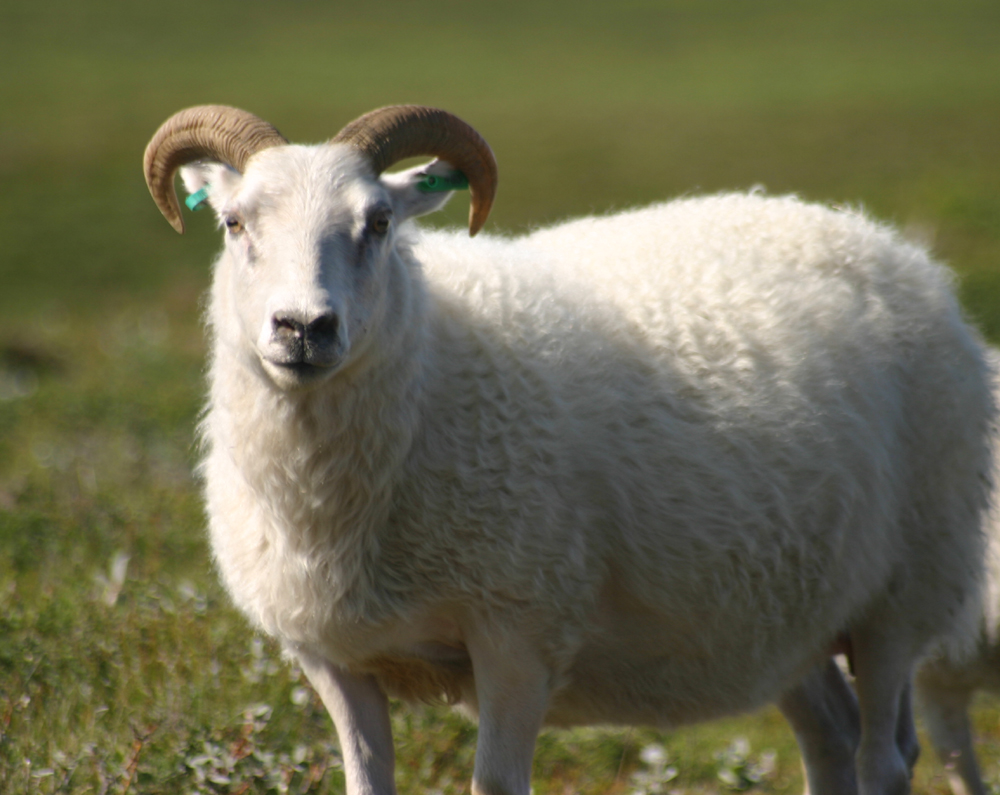
Ісландська вівця

Фітогеографічно Ісландія належить до Арктичної провінції Циркумбореального регіону в Голарктичному царстві. Згідно з дослідженням Всесвітнього фонду дикої природи, територія Ісландії належить до екорегіону ісландських бореальних лісів та альпійських лук. Близько три чверті острова позбавлено рослинності; рослини в основному покривають пасовища, де регулярно випасають худобу. Найбільш притаманним для острова деревом є береза пухнаста, яка формує значну частину лісів разом з осикою, горобиною звичайною, ялівцем звичайним та іншими невеликими деревами.
Коли почалося заселення острова, він був густо вкритий лісами. Наприкінці 12-го століття в Книзі про ісландців Арі Торґілссон описує її як «заліснену від гори до моря». Постійна людська присутність зруйнувала ізольовану екосистему. Століттями ліси вирубували для використання як пального та матеріалу. Вирубка лісів, погіршення клімату під час малого льодовикового періоду і надміру інтенсивний випас овець призвели до ерозії та втрати верхнього шару ґрунту. Відтак багато ферм закинуто, три чверті території Ісландії страждають від ерозії ґрунту, з них одна шоста вже є непридатною для використання. Тепер залишилося тільки декілька невеликих березових лісів у ізольованих резервах. Посадка нових лісів збільшила їхню кількість, проте не до порівняння з початковими показниками. Деякі з нових насаджень містять іноземні види дерев.
Понад 600 видів мохів, 700 видів лишайників і 2000 видів грибів були виявлені в Ісландії. Одна з причин, такого числа видів грибів, в тому, що вони є мікроскопічними і можуть бути перенесені вітрами, до того ж гриби процвітають у відносно безплідних ґрунтах. Особливістю флори Ісландії є мох, який росте не тільки серед судинних рослин, але який процвітає в лавових пісках країни.
До тваринного світу Ісландії належать ісландські вівця, корова, курка, коза, кінь та вівчарка. Багато видів риби населяє води навколо Ісландії, а рибна промисловість становить основну частину прибутку ісландської економіки, приносячи більш як половину експортного прибутку. Дикі тварини: песці, норки, миші, пацюки, кролики та північні олені. Білі ведмеді іноді відвідують острів, припливаючи на айсбергах із Ґренландії. В червні 2008 року двоє білих ведмедів припливли впродовж одного місяця. Птахи, особливо морські птахи, займають помітне місце в ісландській фауні. Тут гніздяться тупики, поморники та трипалі чайки.
Промислове китобійництво практикують періодично разом із науковим полюванням на кита. Спостереження за китами стало важливою частиною ісландської економіки з 1997 року.

### Статистика
Земля
- Ісландія 103 000 км²
- Район Великого Рейк'явіка 1 000 км²
- Оброблювана земля 23 805 км²
- Озера 2 757 км²
- Льодовики 11 922 км²

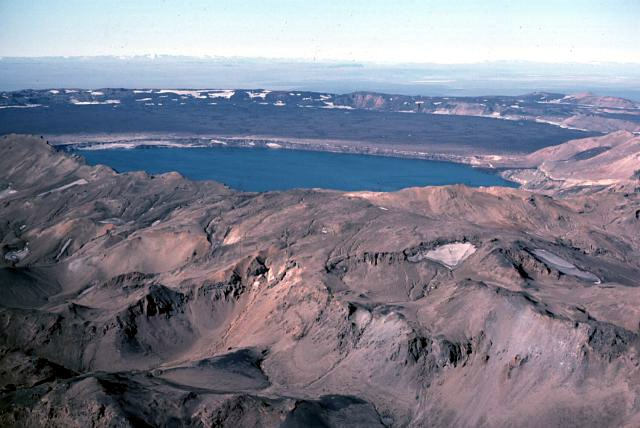
Кратер вулкана Аск'я, в центральній Ісландії

- Невживана земля (гори, лава) 64 538 км²
- Узбережжя 4 970 км²

Найвищі гори, м
- Ерайфайокутль (Хванадальсхнукюр) 2,119
- Баурдарбунґа 2,000
- Кверкфйотль 1,920
- Снайфетль 1,833
- Гофсйокутль 1,765
- Гердубрейд 1,682
- Ейріксйокутль 1,675
- Еяф'ятляйокутль 1,666
- Тунґнафетльсйокутль 1,540
- Кертлінґ 1,538
- Торвальдсфетль ін Аск'я 1,510
- Гекла 1,491

Найдовші річки Ісландії
- Тйоурсау 230 км
- Єкулса-а-Ф'єтлум 206 км
- Ольвусау / Квіта 185 км
- Ск'яульфандафльоут 178
- Йокульсау ау Даль 150

Найвищі водоспади (в метрах)
- Ґлімур 190
- Гауйфосс 122
- Генґіфосс 110
- Сел'яландсфосс 65
- Скоуґафосс 62
- Деттіфосс 44
- Ґульфосс 32
- Ґодафосс 12

Найвідоміші вулкани країни
- Аск'я
- Гекла
- Грімсвотн
- Ельдфетль
- Еяф'ятлайокютль
- Крапла
- Катла
- Лакі
- Суртсей

## Політичний устрій

### Політична система

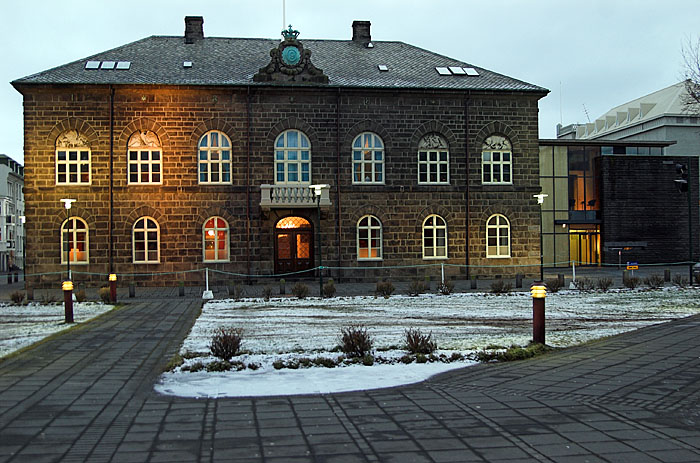
Альтинґ — парламент Ісландії, розташований у Рейк'явіку

Ісландія є республікою, де діє багатопартійна система. Найбільшими партіями є Соціал-демократичний альянс (Samfylkingin), центристсько-права Партія незалежності (Sjálfstæðisflokkurinn) та Ліво-зелений рух (Vinstrihreyfingin — grænt framboð). Інші партія, що мають представників у парламенті, це: центристська Прогресивна партія (Framsóknarflokkurinn) та Рух (Hreyfingin). Багато інших партій існують на місцевому рівні, більшість з яких працюють лише в одному муніципалітеті.
На чолі держави стоїть президент, якого обирають прямим таємним голосуванням кожні чотири роки. Кількість каденцій для однієї особи не обмежено. Зазвичай, коли президент виявляє бажання продовжити роботу, а ніхто інший не подає кандидатури, то вибори не відбуваються, а президент розпочинає наступну каденцію. У 1980 р. президентом Ісландії була вперше обрана жінка — Вігдіс Фіннбогадоттір (1980—1996). А 25 червня 2016 р., після двадцятирічного перебування на цій посаді Олафура Рагнара Грімссона (1943), президентом країни став професійний історик і університетський викладач Ґвудні Торлаціус Йоганессон (1968).

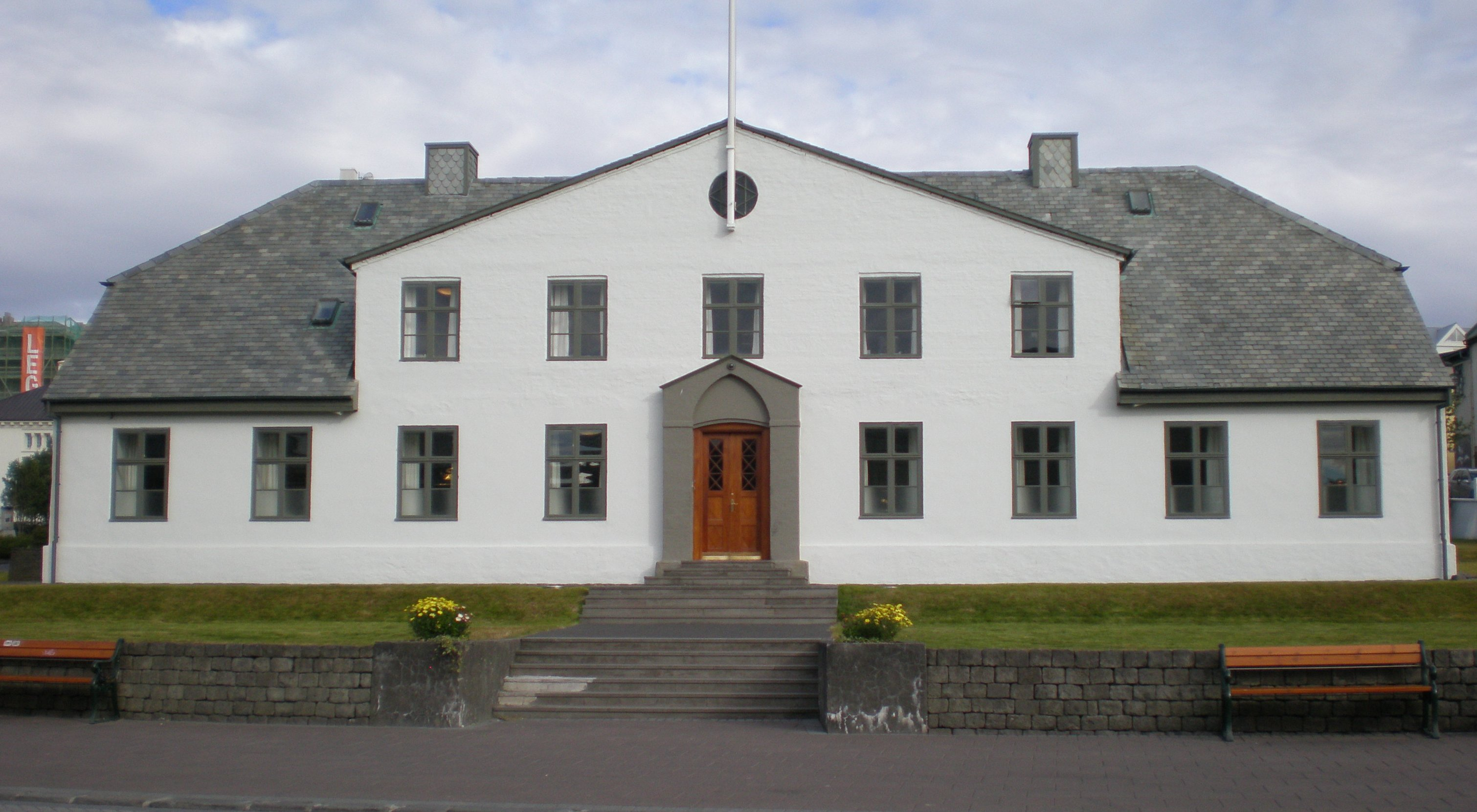
Стйорнаррадід (Stjórnarráðið) — місце засідань уряду Ісландії

Виконавчу владу в країні здійснює уряд на чолі з прем'єр-міністром, якого формально призначає президент, втім як правило прем'єром стає лідер партії, що перемогла на парламентських виборах. З 21 грудня 2024 року прем'єр-міністеркою Ісландії є Кріструн Фростадоуттір.
Після його відставки у квітні 2016 р. у зв'язку з оприлюдненням в ході скандалу навколо т. зв. Панамського архіву (витік конфіденційної інформації юридичної фірми Mossack Fonseca, яка спеціалізується на роботі з офшорами) даних про його систематичне ухиляння від податків, уряд як тимчасовий прем'єр очолив Сігурдур Інги Йоханнсон (1962).
Законодавчий орган — однопалатний парламент Альтинґ (63 місця, членів обирають прямим голосуванням на 4 роки). До 1991 року Альтинґ був двопалатним. Парламент може винести вотум недовіри уряду.
Конституцію Ісландії було прийнято 17 червня 1920 року. Пізніше до неї було внесено значні зміни — в 1944 та 1991 роках. 17 червня вважають Днем незалежності Ісландії. 27 листопада 2010 року в Ісландії відбулися вибори до Установчих зборів, обрані делегати повинні будуть оновити конституцію з урахуванням думки населення.
Ісландія є учасником зокрема Північної Ради (з 1952), ООН (з 1946), НАТО (з 1949), Північного паспортного союзу (1966) та ЄАВТ (з 1970).

### Адміністративний поділ
Ісландія поділяється на регіони (landsvæði / héruð), округи (sýsla, sýslur), виборчі округи (kjördæmi) та муніципалітети (sveitarfélög). Існує вісім регіонів, які використовують переважно для статистичних цілей; раніше використовували поділ на райони. До 2003 року виборчі округи збігалися з регіонами, але було прийнято поправки до конституції, за якими утворили теперішні шість округів:
- Північний Рейк'явік та Південний Рейк'явік (райони міста);
- Південний Захід (чотири географічно відокремлені передміські території);
- Північний Захід та Північний Схід (північна частина Ісландії);
- Південь (південна частина Ісландії, включно з Рейк'явіком та передмістями).

Зміни округів було прийнято для того, аби збалансувати різницю у кількості виборців у малозаселених районах країни та Рейк'явіку.
23 округи переважно є історичними районами країни. Нині в Ісландії є 26 магістратів (sýslumenn, одн. sýslumaður), які представляють уряд. До їхніх обов'язків входить збір податків та реєстрація шлюбів. Після реорганізації поліції 2007 року близько половини з них виконують роль поліції. Другим рівнем адміністративного поділу є 79 муніципалітетів, які відають такими питаннями, як школи, транспорт та зонування.

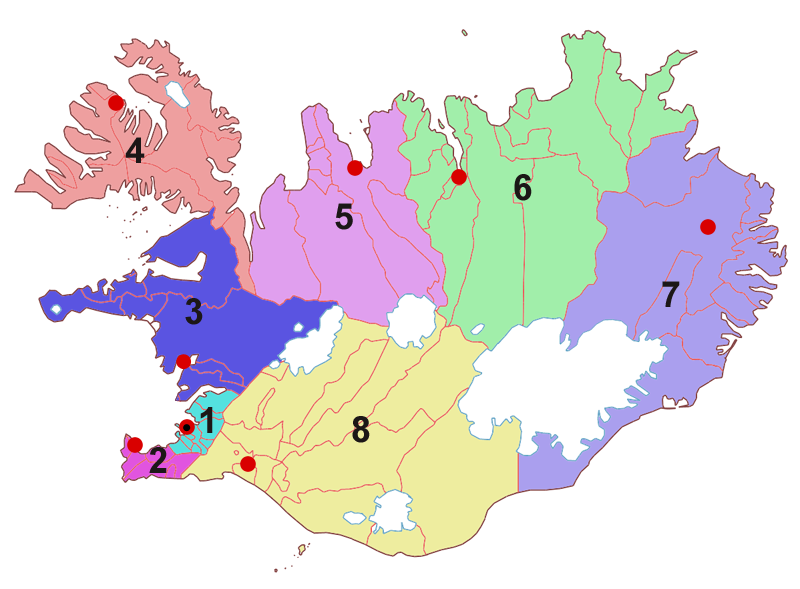
Регіони Ісландії
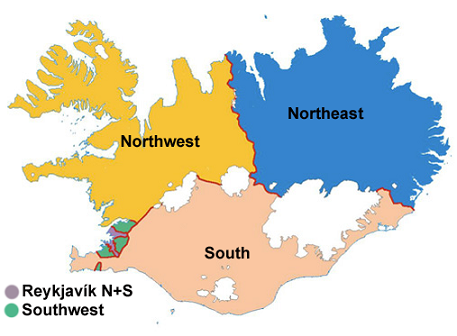
Виборчі округи Ісландії
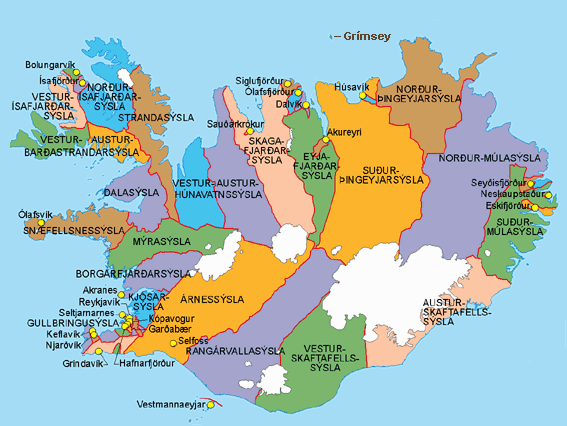
Округи Ісландії

### Збройні сили
Ісландія не має регулярних збройних сил. Із воєнізованих структур є берегова охорона. Інші збройні формування в мирний час відсутні. Захист країни здійснює NATO. Ісландія однією з перших вступила до NATO (4 квітня 1949), в Кеплавіку перебувала авіабаза альянсу (з 30 вересня 2006 року вона припинила функціонування, втім інфраструктура залишилась). За даними The Institute for Economics & Peace (2022), Ісландія посідає 1-ше місце за миролюбністю.

## Економіка
Раніше основним джерелом доходів країни було рибальство (32 % промисловості в 2001 році). Однак в останні роки відбувається інтенсивна диверсифікація промисловості на основі дешевої відновлюваної енергії (в основному це геотермальні джерела та гідроенергія). Уряд Ісландії оголосив про масштабну програму з будівництва алюмінієвих заводів. Також активно розвиваються біотехнології, туризм, банківський бізнес, інформаційні технології. За структурою зайнятості Ісландія виглядає як промислово розвинена країна: у сільському господарстві 7,8 %, у промисловості 22,6 %, а в сфері послуг 69,6 %. ВВП склав 2003 року близько 9,5 млрд дол. США (36 320 дол. США на душу населення).
2007 року ООН визнала Ісландію найкращою країною для життя у світі; країна також посідала 7-ме місце у світі за продуктивністю на душу населення (US$54 858) та 5-те за паритетом купівельної спроможності ($40 112).
Світова фінансова криза 2008 року відчутно позначилася на Ісландії. Курс ісландської крони впав на 60 %, дуже сильно впав фондовий ринок. У банківській системі країни почалися дуже серйозні проблеми. Країна фактично опинилася на межі банкрутства. Країни Євросоюзу доволі прохолодно поставилися до запитів про фінансову допомогу з боку Ісландії, займаючись вирішенням своїх проблем. Навіть більше, частину ісландських активів було заморожено урядом Великої Британії, з посиланням на антитерористичне законодавство. Для відновлення економіки Ісландія ухвалила рішення вступити до ЄС, але восени 2013 припинила обговорення цього кроку, хоча не відмовилися від укріплення стосунків з ЄС.
Сільськогосподарські землі становлять 23 % території країни (луки і пасовища). Головний напрямок — вівчарство. Розводять також велику рогату худобу. Вирощується картопля, у теплицях — овочі.
Експорт: тріска й інші рибні продукти, алюміній, діатоміт.
Інфраструктура та виробництво
- Рибальський флот у 2005 р.: 1 752, в загальному 181 530 ҐТ
- Ловля риби, всього в 2005 році: 1 669 578 тонн
- Кількість автомобілів у 2005 році: 212 986
- Туристи до Ісландії в 2005 році: 422 000
- Ловля лосося, всього в 2006 році: 41 000
- Полювання 2006: Полярний олень 906

### Транспорт

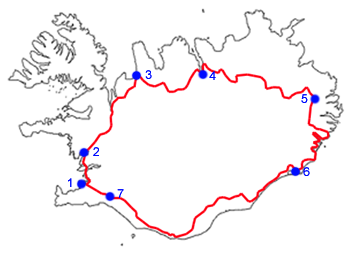
Кільцева дорога Ісландії та деякі міста на ній:
1.Рейк'явік, 2.Борґарнес, 3.Блендуос, 4.Акюрейрі,
5.Еґільсстадір, 6.Гефн, 7.Сельфосс.

В Ісландії є високий рівень автомобілізації населення  — одне авто припадає на кожні 1,5 мешканці. Саме автомобіль є основним видом транспорту в країні. Загальна протяжність автодоріг Ісландії становить 13 034 км, з яких 4617 є асфальтованими й 8338 — ні. Багато доріг є ґрунтовими, це переважно сільські дороги. Обмеження швидкості становить 50 км/год у містах, 80 км/год на гравійних дорогах та 90 км/год на дорогах із твердим покриттям.
В Ісландії немає залізниць. Причиною цього є складні природні умови — висока вулканічна активність та значна кількість опадів.
Прокладання кільцевої дороги (Þjóðvegur 1 або Hringvegur) було завершено 1974 року; вона є головною дорогою Ісландії, яка сполучає всі заселені частини острова, адже внутрішні території є незаселеними. Ця дорога має протяжність 1337 км з однією смугою в кожному напрямку, за винятком відрізків поблизу великих міст та біля тунелю Гвалф'єрдур, де вона має кілька смуг. Багато мостів на цій дорозі, особливо на півночі та сході, мають одну лінію та зроблені з дерева або/і сталі.
Основним центром міжнародного сполучення є Міжнародний аеропорт у Кефлавіку, який обслуговує Рейк'явік та країну в цілому. Він розташований за 48 км від Рейк'явіка. Внутрішні перельоти, перельоти в Ґренландію та на Фарерські острови, а також бізнес-рейси відбуваються переважно через Аеропорт Рейк'явіка, що розташований у центрі міста. В Ісландії зареєстровано 103 аеропорти та аеродроми; більшість із них є неасфальтованими, розташовані у сільській місцевості. Найбільшим аеропортом є Міжнародний аеропорт у Кефлавіку, а найбільшим аеродромом — Ґейтамелур[джерело?], чотирисмугове поле за 100 км на схід від Рейк'явіка, призначене виключно для глісування.

## Населення
Столицею країни є місто Рейк'явік, з кількістю населення 116 642 осіб. Офіційна мова — ісландська. У столиці живе близько 50 % населення країни.
Інші найбільші міста:
- Коупавогур (бл. 28.000 осіб)
- Гапнарфіордюр (бл. 24.000 осіб)
- Акурейрі (бл. 20.000 осіб),
- Рейк'янесбаїр (бл. 12.000 осіб)
- Гардабаїр (бл. 9.529 осіб)
- Мосфельсбаїр (бл. 7.500 осіб)

За межами країни проживає близько 30 тис. ісландців (у США, Канаді, Норвегії, Данії).
У провінції Манітоба (Канада) існує регіон Нова Ісландія, де живе друга за чисельністю спільнота ісландців.
Станом на 2021 рік Канада мала понад 101,000 людей ісландського походження.
Середня тривалість життя: чоловіки — 77 років, жінок — 82 роки.
Віросповідання: протестанти.

### Розподіл населення за регіонами
- Всього в цілій країні станом на 1 грудня 2006 року: 307 627
- Район Великого Рейк'явіку 191 955
- Рейк'явік 116 642
- Судурнес (південний захід країни) 18 912
- Західна Ісландія 15 029
- Західні Фіорди 7 461
- Північно-Західна Ісландія 7 457
- Північно-Східна Ісландія 28 561
- Східна Ісландія 15 366
- Південна Ісландія 22 967

Ісландці — 76 %, поляки — 10 %, інші іноземці — 4 % (1 тис. данців, кілька сотень норвежців, німців, англійців, американців США, близько 200 вихідців з України, близько 700 з Китаю тощо).

### Зайнятість населення
| Релігійність населення (1 січня 2015)    | Релігійність населення (1 січня 2015)    | Релігійність населення (1 січня 2015) | Релігійність населення (1 січня 2015) | Релігійність населення (1 січня 2015) |
| ---------------------------------------- | ---------------------------------------- | ------------------------------------- | ------------------------------------- | ------------------------------------- |
|                                          |                                          |                                       |                                       |                                       |
| Церква Ісландії                          | Церква Ісландії                          |                                       | 73.8%                                 | 73.8%                                 |
| Інші християни                           | Інші християни                           |                                       | 11.7%                                 | 11.7%                                 |
| Інші та не відокремлені                  | Інші та не відокремлені                  |                                       | 7.1%                                  | 7.1%                                  |
| Нерелігійні                              | Нерелігійні                              |                                       | 5.6%                                  | 5.6%                                  |
| Германський неопаганізм                  | Германський неопаганізм                  |                                       | 0.8%                                  | 0.8%                                  |
| Буддизм                                  | Буддизм                                  |                                       | 0.3%                                  | 0.3%                                  |
| Іслам                                    | Іслам                                    |                                       | 0.3%                                  | 0.3%                                  |
| Ісландська етична гуманістична асоціація | Ісландська етична гуманістична асоціація |                                       | 0.3%                                  | 0.3%                                  |
| Бахаїзм                                  | Бахаїзм                                  |                                       | 0.1%                                  | 0.1%                                  |

Робоча зайнятість в 2005: 161,300, з них:
- у сільському господарстві й рибальстві — 10 500
- промисловості — 35 000
- сфері послуг — 115 800

### Суспільство
Ісландія — одна з найбезпечніших країн у світі.
Багато ісландців досі вірять в ельфів, обожнюють оселедця з варенням, а вівцю прирівняли до національного надбання. За зовнішньою стриманістю ісландців — нащадків скандинавських вікінгів — ховається трепетне відношення, зокрема, до власної мови, що збереглася практично незмінною з часів освоєння острова в період раннього середньовіччя.
Ісландці турботливі й уважні не лише до природи свого рідного острова, вони також активні й енергійні в освоєнні, здавалося б, віддаленої від них світової культури: ісландці є однією із найосвіченіших і читаючих націй у світі. Їхня грамотність становить 100 %, практично всі ісландці володіють англійською мовою, а за кількістю книг, що видаються на душу населення, Ісландія займає перше місце у світі.

### Іноземці
За останні 17 років[які?] кількість іноземців в Ісландії багатократно зросла. Якщо у 1990 році імміграційне управління Ісландії (ісл. Útlendingastofnun, англ. Icelandic Directorate of Immigration) видало іноземцям 2100 дозволів на проживання, то у 2006 році кількість виданих дозволів зросла до 12 889. Що означає, що більшість іноземців поселилося в Ісландії саме протягом останніх 10 років.
Беззаперечне лідерство серед іноземців Ісландії належить громадянам Польщі, серед яких трапляються і особи українського походження. Офіційно, на сьогодні в Ісландії понад 8000 поляків (на кінець 2006 р. їх було 5996 осіб). У 2004 році полякам було видано 1197 дозволів на проживання, у 2005 — 3028 дозволів, у 2006 — 5210 дозволів. Тобто, щороку в Ісландії поселяється щораз більше поляків.
Більшість з них це особи чоловічої статі, які прибули сюди з метою праці. Польська спільнота має декілька польських магазинів та ресторанів. В декількох римо-католицьких храмах, щотижнево, відбуваються богослужіння польською мовою, діє декілька польських священиків.
Другою за чисельністю групою іноземців в Ісландії є громадяни Литви. Їх кількість в Ісландії сягає 2000 (998 осіб у 2006 р.). У 2006 році литовцям було видано 644 дозволи на проживання. Серед литовських громадян Ісландії теж трапляються особи мішаного українсько-литовського походження. Чисельні громади становлять португальці (748 осіб станом на 31.12.2006), китайці (755 осіб), американці (646 осіб), данці (936 осіб), шведи (341 осіб), іспанці (121 осіб), італійці (302 осіб), філіппінці (778 осіб).
З теренів колишнього СРСР в Ісландії теж проживає багато латишів (320 осіб станом на 31.12.2006) і росіян (195 осіб). Можна теж зустріти грузин (19 осіб), чеченців, татар, білорусів (32 осіб), казахів (10 осіб), молдован (12 осіб).

## Культура

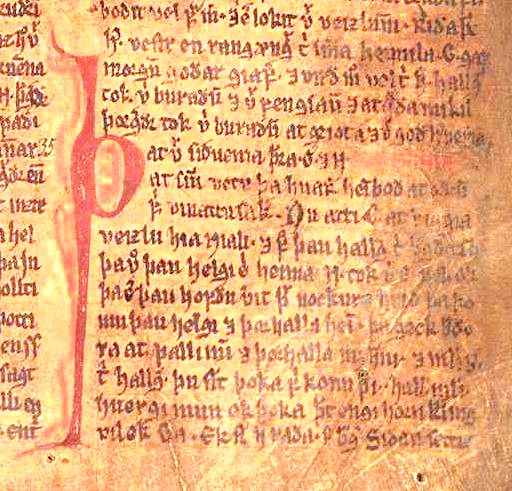
Приклад ісландської саги. Саги є вагомою частиною ісландської культурної спадщини

Корені ісландської культури йдуть із норвезьких традицій. Ісландська література є досить популярною, зокрема саги, написані в епоху високого та пізнього середньовіччя. Ісландці надають великого значення своїй незалежності та самодостатності; згідно з опитуванням громадської думки, проведеним Європейською Комісією, 85 % ісландців вважають незалежність «дуже важливою», що контрастує з 53 % у ЄС, 47 % у Норвегії чи 49 % у Данії.
Деякі традиційні вірування дожили до сьогодні: наприклад, деякі ісландці вірять в ельфів чи принаймні припускають їхнє існування.
В Ісландії надано широкі права одностатевим парам. 1996 року ісландський парламент прийняв закон, за яким одностатеві пари змогли реєструвати свої стосунки, що надало їм права, схожі до шлюбних. 2006 року одностатеві пари отримали змогу всиновлювати та виховувати дітей. 11 червня 2010 року парламент країни прийняв поправки до закону про шлюб, за якими його було зроблено статево нейтральним. Закон вступив у дію 27 червня 2010. Відтак реєстрацію одностатевих шлюбів більше не проводять, єдиним варіантом узаконення таких стосунків є шлюб.

### Музика

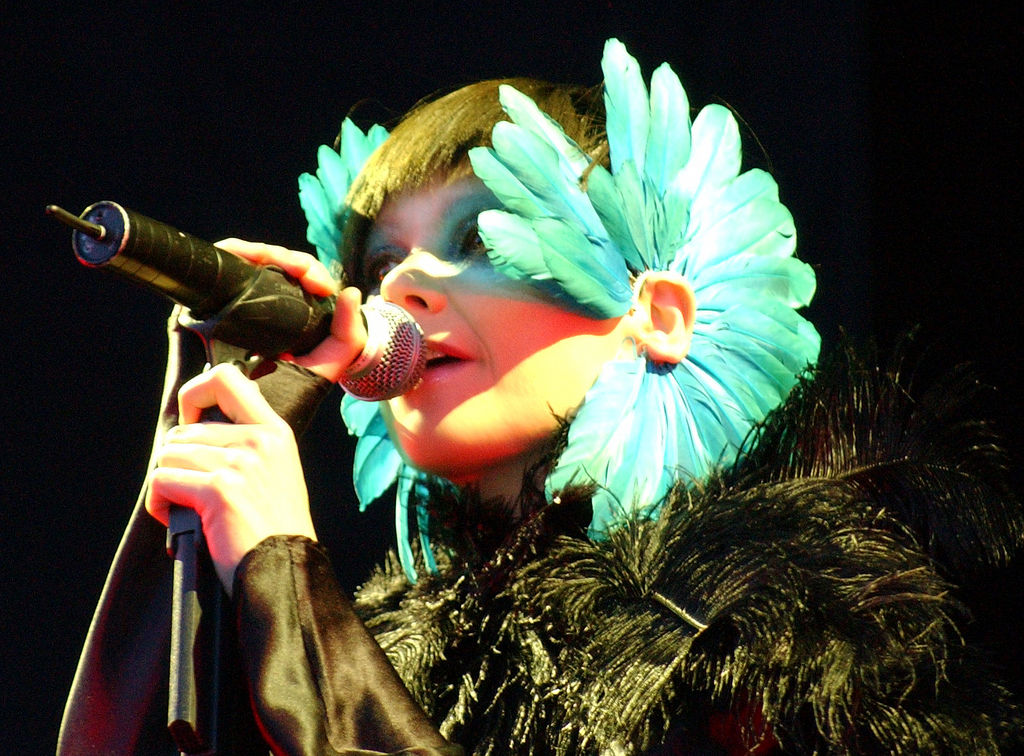
Співачка Бйорк є однією з найпопулярніших людей з Ісландії

Народні мелодії (tvisöngur) відомі з початку другого тисячоліття. Найвідомішим композитором XIX століття був Свейнб'єрн Свейнб'єрнссон, автор національного гімну Ісландії; найвідоміші композитори 20 століття: Йон Лейфс та Паул Ісолфссон. 1925 року було організовано Рейк'явіцький оркестр, а 1980 — Ісландську оперу. Сьогодні найвідомішими представниками ісландської музики є співачка Бйорк, сатиричний техно та панк-рок гурт Hatari, построковий гурт Sigur Rós, мультиінструменталіст Олафур Арнальдс, рок-гурт Múm та поп-співачка Йоганна. Іншими досить відомими гуртами є Quarashi (хіп-хоп), Sólstafir (блек-метал), FM Belfast (електро), GusGus, Mezzoforte, Seabear, Tappi Tíkarrass, For a Minor Reflection.
Щороку в Рейк'явіку відбувається джаз-фестиваль «Reykjavik Jazz Festival».
У 2019 році гурт «Hatari» брав участь у Євробаченні з піснею «Hatrid mun sigra»

### Медіа

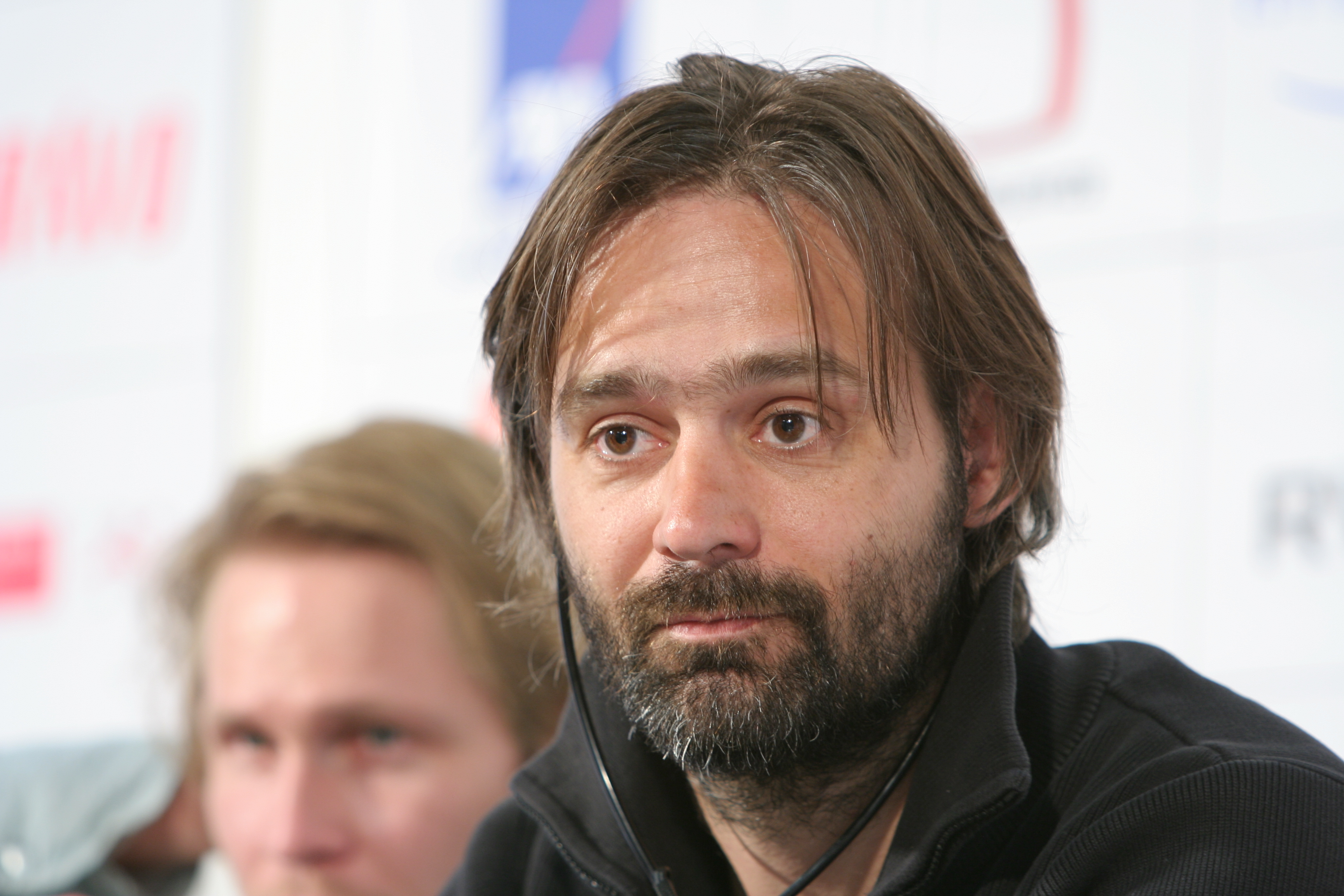
Балтасар Кормакур — ісландський режисер, найбільше відомий своїми фільмами 101 Рейк'явік та '

Найбільшими телевізійними станціями Ісландії є державна Sjónvarpið і приватні Stöð 2, Skjár einn та ÍNN. Існують менші станції, переважно місцеві. Головними радіостанціями є Rás 1, Rás 2 та Bylgjan. Щоденними газетами є Morgunblaðið та Fréttablaðið. Найпопулярнішими сайтами є інформаційні сайти Vísir та Mbl.is.
Ісландія є батьківщиною LazyTown (Latibær) — дитячої програми, яку створив Маґнус Шевінґ. Вона стала популярною у більш як ста країнах, включно зі США, Великою Британією та Швецією. Студія LazyTown розташована в Ґардабаїрі.
17 червня 2010 року парламент Ісландії прийняв закон, що захищає свободу слова, журналістів та інформаторів — найсильніший із подібних законів у світі.

### Кухня
Більшість ісландських страв готують на основі риби, баранини та молочних продуктів. Відомою ісландською стравою є гаукарль — тухле м'ясо акули.

### Спорт

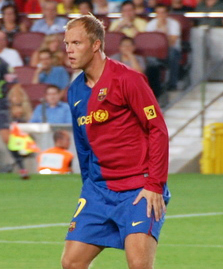
Ейдур Ґудьйонсен — найвідоміший ісландський футболіст

Головним національним видом спорту є ґліма — різновид боротьби, що виник у середньовіччі. Популярними в країні є футбол, атлетика, гандбол та баскетбол. Зокрема, збірна Ісландії з гандболу є однією з провідних у світі. У футболі щодо інших країн успішнішою є жіноча збірна.
Саме представники Ісландії здобули найбільше титулів у змаганні «Найсильніша людина світу»: Маґнус Вер Маґнуссон та Йон Патль Сіґмарссон перемагали по 12 разів. Найстарішою спортивною організацією Ісландії є Рейк'явіцька асоціація стрільби, заснована 1867 року (в XIX ст. у країні була популярною стрільба).
Найвидатнішим досягненням ісландської футбольної збірної став вихід до 1/4 фінальної частини чемпіонату Європи-2016 після перемоги 2:1 над збірною Англії 27 червня 2016 року
В Ісландії стрімко розвивається новий вид спорту як кроссфіт, особливих успіхів у цьому виді спорту на міжнародних змаганнях досягли: Ені Торісдотір перше місце 2011 та 2012 років, друге місце 2010 та 2014 років, Кетрін Девідсдотір перше місце 2015 та 2016 років, Сара Сігмунсдотір.